# Костромітін Олег
Олег Костромітін (нар. 16 червня 1972, Суми) — український ковзаняр. Учасник зимових Олімпійських іграх 1994 року та зимових Олімпійських іграх 1998 року.
Разом з іншою відомою ковзаняркою Лесею Білозуб виховали, сина Володимира Костромітіна (2004 р.н.), чемпіона України з хокею-2022/2023 у складі київського «Сокола».